# Chrysoexorista marginata
Chrysoexorista marginata là một loài ruồi trong họ Tachinidae.